# Калин Иванов
Калин Ивайлов Иванов е български политик от „Продължаваме промяната“. Народен представител в XLVII народно събрание.

## Биография
Калин Иванов е роден на 25 май 1987 г. в град Русе, Народна република България. Завършва Английска гимназия „Гео Милев“ в родния си град, след това се мести със семейството си в София. Висшето си образование завършва в чужбина. Има две бакалавърски степени – „Международни отношения“ и „Политика“ в английския университет „Кийл“, както и магистратура „Бизнес администрация“ в Университет Кардиф Метрополитън. През 2012 г. се завръща в София.
На парламентарните избори през ноември 2021 г. като кандидат за народен представител е 4-ти в листата на „Продължаваме промяната“ за 19 МИР Русе, но не е избран. На 15 декември 2021 г. става народен представител, на мястото на Николай Събев, който става министър на транспорта.